# My Little Pony: Equestria Girls (especiais de 2017)
My Little Pony: Equestria Girls (também conhecido como My Little Pony: Equestria Girls – Magical Movie Night em home media, Equestria Girls: Tales of Canterlot High na Netflix e originalmente como My Little Pony: Equestria Girls – Especiais) é um especial para televisão estadunidense e canadense de 2017, baseado na franquia do mesmo nome e um spin-off da série animada de My Little Pony: A Amizade É Mágica da Hasbro. Nos Estados Unidos, foi exibido no dia 24 de junho de 2017 e terminou em 8 de julho, no canal Discovery Family. No Brasil, Magia da Dança foi exibido no dia 17 de junho de 2017, às 17:50, após o filme My Little Pony: Equestria Girls – A Lenda de Everfree, às 16:34, no canal Discovery Kids. Composto por 3 episódios especiais: Magia da Dança (Dance Magic), Magia do Filme (Movie Magic) e Magia do Espelho (Mirror Magic), com duração de 22 minutos, e foi anunciado em outubro de 2016.

## Enredo
Os especiais, mostram  algumas aventuras nas vidas das alunas da Canterlot High School – Twilight Sparkle, Sunset Shimmer, Applejack, Fluttershy, Pinkie Pie, Rainbow Dash e Rarity – mostrando os eventos sucessórios de My Little Pony: Equestria Girls – A Lenda de Everfree.

## Elenco

### Elenco original

#### Principais
| Personagens            | Voz original em Inglês                                          |
| ---------------------- | --------------------------------------------------------------- |
| Twilight Sparkle       | Tara Strong Rebecca Shoichet (cantando)                         |
| Sunset Shimmer         | Rebecca Shoichet                                                |
| Applejack/Rainbow Dash | Ashleigh Ball                                                   |
| Fluttershy/Pinkie Pie  | Andrea Libman Ela Mesma (cantando)/Shannon Chan-Kent (cantando) |
| Rarity                 | Tabitha St. Germain Kazumi Evans (cantando)                     |
| Spike                  | Cathy Weseluck                                                  |

#### Secundários
- Sharon Alexander como Sour Sweet
- Sienna Bohn como Sugarcoat
- Shannon Chan-Kent como Lemon Zest
- Britt Irvin como Sunny Flare
- Ali Liebert como Juniper Montage
- Andy Toth como Canter Zoom
- Kira Tozer como Chestnut Magnifico
- Charles Zuckerman como Stalwart Stallion
- Kelly Sheridan como Starlight Glimmer

### Elenco brasileiro
| Personagem             | Dublagem Brasileira                                                                |
| ---------------------- | ---------------------------------------------------------------------------------- |
| Twilight Sparkle       | Bianca Alencar Victória Kühl (cantando)                                            |
| Sunset Shimmer         | Fernanda Bullara Vivi Mori (cantando)                                              |
| Applejack/Rainbow Dash | Cláudia Victória/Silvia Suzy Vânia Canto (cantando)/Corina Sabbas (cantando)       |
| Fluttershy/Pinkie Pie  | Kate Kelly/Tatiane Keplmair Mary Minóboli (cantando)/Andressa Andreatto (cantando) |
| Rarity                 | Priscila Franco Bianca Tadini (cantando)                                           |
| Spike                  | Francisco Freitas                                                                  |
| Starlight Grimmer      | TBA                                                                                |
| Juniper Montage        | Giulia de Brito                                                                    |

## Episódios
| N° | Título                                      | Dirigido por | Escrito por               | Exibição original                                            |
| --- | ------------------------------------------- | ------------ | ------------------------- | ------------------------------------------------------------ |
| 1 | "Magia da Dança (BR / PT)" "Dance Magic"    | Ishi Rudell  | G.M. Berrow               | 17 de junho de 2017 24 de junho de 2017 1 de outubro de 2017 |
| "Quando Rarity descobre uma competição de videoclipes musicais, ela fica ansiosa em convencer suas amigas de Canterlot High a entrar na competição. As garotas logo descobrem que a Escola Crystal também está interessada em participar da competição. Os estudantes da Escola Crystal possuem mais recursos e melhores dançarinos! As garotas serão capazes de se unirem e criar um videoclipe vencedor?" Participações especiais: Sour Sweet, Sugarcoat, Lemon Zest e Sunny Flare "Exceto Indigo Zap que foi a única personagem do grupo Shadow Five que se ausentou"                                                                                           |                                             |              |                           |                                                              |
| 2 | "Magia do Cinema (BR / PT)" "Movie Magic"   | Ishi Rudell  | Noelle Benvenuti          | 24 de junho de 2017 1 de julho de 2017 1 de outubro de 2017  |
| "As Equestria Girls foram específicaente convidadas por A.K. Yearling para irem ao set do próximo filme da Daring Do e elas ficam muito felizes. Para a super fã Rainbow Dash, ver os bastidores com sua super heroína favorita é um sonho tornando-se realidade, mas quando um objeto raro e importante desaparece colocando o filme em espera, o sonho de Rainbow Dash torna-se um pesadelo." Participações especiais: A.K. Yearling, Juniper Montage e seu tio |                                             |              |                           |                                                              |
| 3 | "Magia do Espelho (BR / PT)" "Mirror Magic" | Ishi Rudell  | Rachel Vine e Dave Polsky | 1 de julho de 2017 8 de julho de 2017 1 de outubro de 2017   |
| "Quando as páginas de seu diário acabam, existe apenas uma coisa que Sunset Shimmer pode fazer: retornar à Equestria para conseguir um novo diário! Lá, ela encontra Starlight Glimmer e concorda em trazê-la consigo para experimentar a vida em Canterlot High. Mas enquanto Sunset Shimmer está longe, a vingativa Juniper Montage encontra um lindo espelho de mão encantado com magia de Equestria, que pode não apenas oferecer uma janela para outro mundo, mas se pressionar o botão certo, pode também fazer coisas desaparecer no limbo, preso entre dois reinos!" Participação super especial: Starlight Glimmer Participação especial: Juniper Montage |                                             |              |                           |                                                              |

## Outras médias

### Transmissão internacional
Os três episódios especiais da série foram exibidos no canal Teletoon+, na Polónia, nos dias 14, 21 e 28 de maio de 2017. No México, Baile Mágico (Dance Magic) foi exibido em 16 de junho de 2017, no canal Discovery Kids.

### Home media
A série especial foi lançado em DVD, no dia 8 de agosto de 2017 nos Estados Unidos, intitulado My Little Pony: Equestria Girls – Magical Movie Night, distribuída pela Shout! Factory.

### Streaming online
A série especial conhecido como Equestria Girls: Tales of Canterlot High foi  disponível na Netflix, no dia 1 de outubro de 2017 nos Estados Unidos, Canadá, Brasil e Portugal.